# Takatsukasa Nobufusa
Takatsukasa Nobufusa (鷹司 信房 1565 – 1657?) fue un kuge (cortesano) que actuó de regente a comienzos de la era Edo. Fue hijo del regente Nijō Haruyoshi y adoptado por Takatsukasa Tadafuyu, revivió la línea de la familia Takatsukasa.
Ocupó la posición de kanpaku del Emperador Go-Yōzei entre 1606 y 1608.
Contrajo matrimonio con una hija del daimyō Sassa Narimasa y tuvieron un hijo, Takatsukasa Nohubisa.